# بيتر غوردون (ملحن)
بيتر غوردون (بالإنجليزية: Peter Gordon)‏ هو عازف جاز وموسيقي وملحن أمريكي، ولد في 20 يونيو 1951 في نيويورك في الولايات المتحدة.

## وصلات خارجية
- الموقع الرسمي
- بيتر غوردون على موقع IMDb (الإنجليزية)
- بيتر غوردون على موقع ميوزك برينز (الإنجليزية)
- بيتر غوردون على موقع أول موفي (الإنجليزية)
- بيتر غوردون على موقع قاعدة بيانات برودواي على الإنترنت (الإنجليزية)
- بيتر غوردون على موقع أول ميوزيك (الإنجليزية)
- بيتر غوردون على موقع ديسكوغز (الإنجليزية)
- بيتر غوردون على موقع قاعدة بيانات الفيلم (الإنجليزية)
- بيتر غوردون على موقع كينوبويسك (الروسية)